# Atak pozycyjny

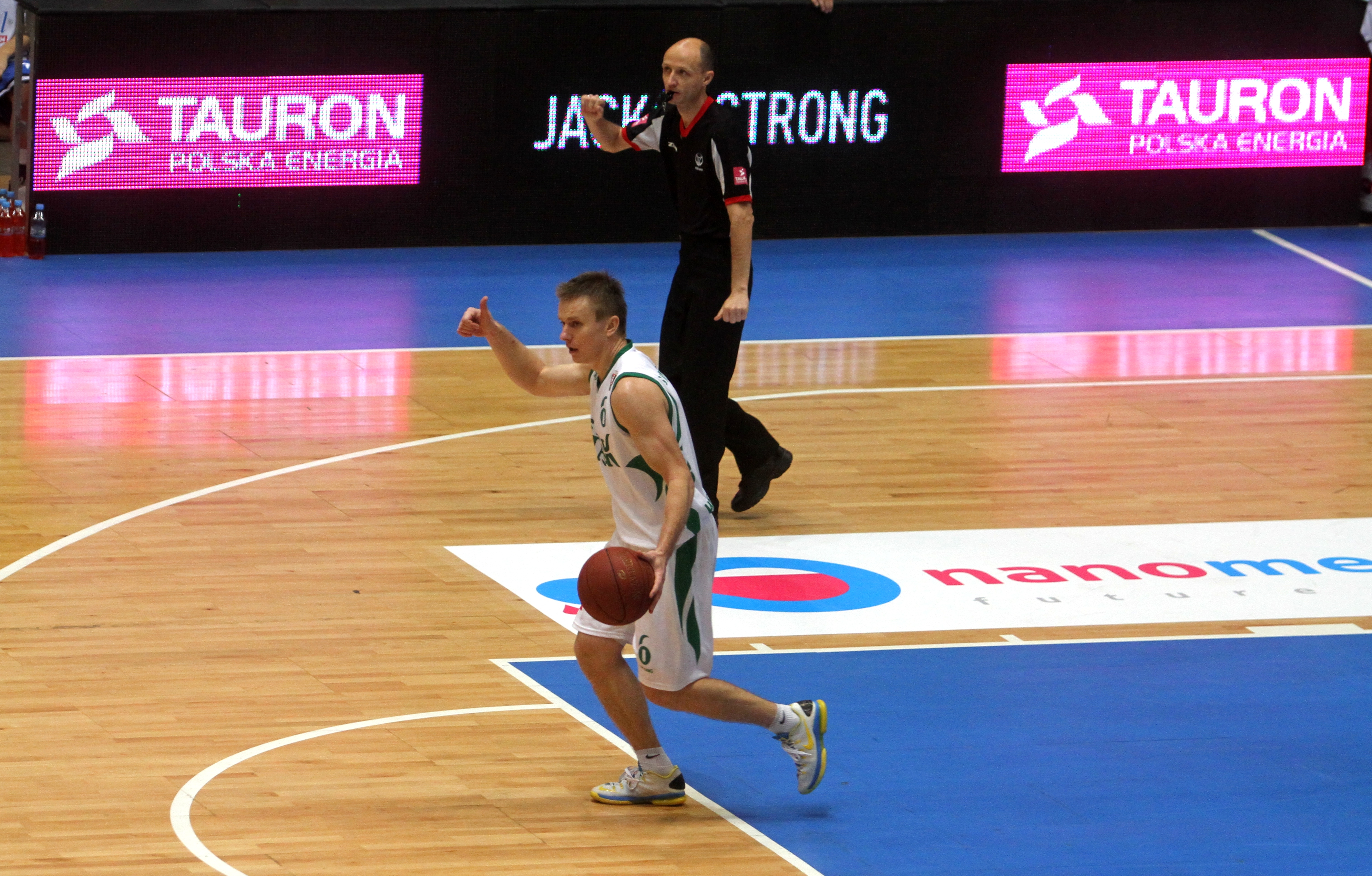
Rozgrywający wykonuje gest oznaczający rozpoczęcie sekwencji odpowiedniego ataku pozycyjnego.

Atak pozycyjny (zagrywka ofensywna, taktyka, stały fragment gry) – w koszykówce to wyuczone na pamięć stałe fragmenty gry oparte na zorganizowanym współdziałaniu zawodników drużyny atakującej, realizowane poprzez podania, zwody i zasłony. Mają one na celu ominięcie obrony przeciwnika i zakończenie akcji celnym koszem.

## Podstawowe elementy
Podstawowe elementy ataku pozycyjnego:
- możliwość płynnego przejścia z szybkiego ataku do ataku pozycyjnego
- strategiczne rozmieszczenie graczy
- ruch piłki
- ruch graczy
- uzyskanie najdogodniejszej pozycji dla oddania rzutu
- walka pod koszem (np. poprzez zbiórki)
- możliwość szybkiego powrotu do obrony na wypadek szybkiego kontrataku przeciwnika po utracie piłki lub niecelnym rzucie

## Rodzaje zagrywek ofensywnych

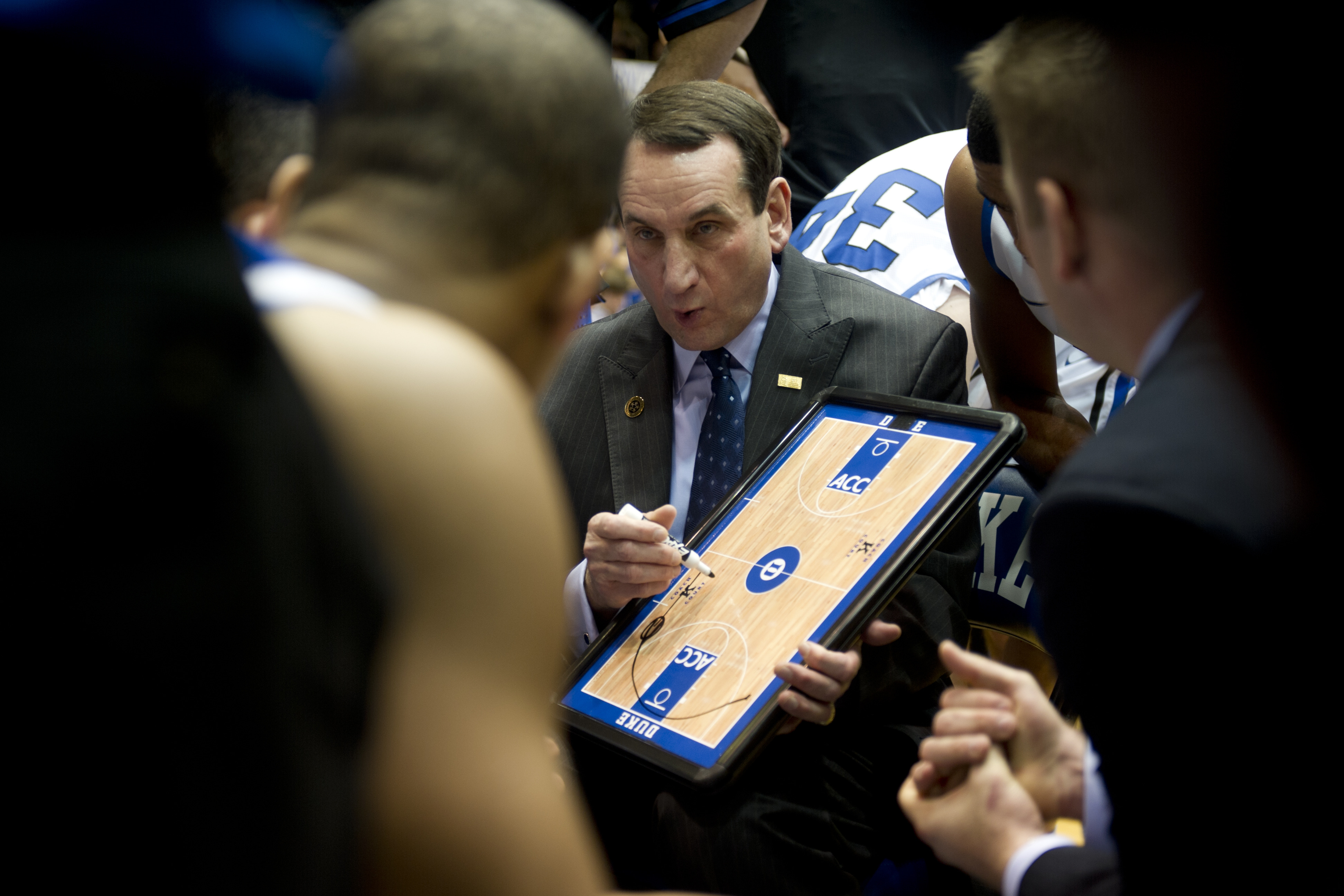
Trener rysujący na specjalnej tablicy schemat ataku pozycyjnego

- Ze względu na ustawienie zawodników
  - 5-0 (czytaj: pięć zero)
  - 4-1 (czytaj: cztery jeden)
  - 3-2 (per analogiam)
  - 3-1-1
  - 2-3
  - 2-2-1
  - 2-1-2
  - 1-4
  - 1-3-1
  - 1-2-2
  - 1-2-1-1
  - 1-1-3
- Ze względu na pozycję zawodników względem wysokości boiska
  - wysoko
  - nisko
- Ze względu na możliwość wyborów alternatywnych
  - schematyczny – zawodnicy nie mają możliwości podejmowania decyzji, wykonują ściśle określony schemat
  - z wyborami alternatywnymi, wariantywny – zawodnicy mogą podejmować alternatywne decyzje, np. mają wybór do którego z dwóch przewidzianych w taktyce zawodników podać
- Ze względu na powtarzalność
  - cykliczne – atak zapętla się i może być powtarzany od początku nieskończoną liczbę razy (w nich zazwyczaj każdy zawodnik ma szanse zagrać na każdej pozycji i rzucić na kosz)
  - częściowo cykliczne – pewny fragment ataku pozycyjnego może być powtarzany nieskończoną liczbę razy
  - jednorazowe – podczas 1 akcji atak może zostać przeprowadzony tylko raz i nie można go płynnie powtórzyć
- Ze względu na rodzaj obrony dla której atak jest przeznaczony
  - przeciwko obronie „każdy swego”
    - przeciwko kryciu „od połowy”
    - przeciwko kryciu „presingiem”

  - przeciwko obronie strefowej
    - przeciwko strefie „od połowy”
    - przeciwko ”Zona Press”

  - przeciwko „obronie kombinowanej”
  - uniwersalny
- Ze względu na (nie)wykorzystane pozycje koszykarskie
  - np. bez centra
- Ze względu na użyte elementarne umiejętności techniczne i taktyczne
  - np. z poziomymi zasłonami

## Nazewnictwo
Ataki pozycyjne muszą posiadać swoje nazwy, aby zawodnicy drużyny mogli siebie poinformować, którą zagrywkę mają przeprowadzić. Nazwę tworzy się poprzez opis danego rodzaju ataku. Nazwa może być ogólna, lub precyzyjna. Minimum, które musi być spełnione przy nadawaniu nazwy, jest nazwanie ataku ze względu na pozycje przyjęte przez zawodników, np. 5-0, 1-3-1, itp. Wyjątkiem jest sytuacja w której nazwa zwyczajowa zagrywki zakorzeniła się na tyle mocno, że nie jest konieczne przytaczanie ustawienia zawodników, np. pick'n'roll.
W utworzeniu nazwy ataku, można uwzględnić:
- pozycje graczy (np. 2-1-2)
- ustawienie względem wysokości boiska (np. nisko)
- istnienie wyborów alternatywnych/wariantów (np. schematyczny, wariantywny)
- powtarzalność (np. cykliczny)
- rodzaj obrony, przeciwko której jest przeznaczony (np. uniwersalny)
- (nie)wykorzystane pozycje koszykarskie (np. bez centra)
- elementarne elementy wykorzystane w ataku (np. z podaniami na obwodzie).

Przykładowa nazwa ataku może brzmieć: „uniwersalny schemat 1-3-1 z wbieganiem”
Drużyny koszykarskie, aby podczas meczu przekazać informacje o taktyce, przed meczem ustalają szyfr i każdemu atakowi pozycyjnemu przyporządkowują pewną liczbę, zaszyfrowaną nazwę, lub czynność, którą ma wykonać rozgrywający. Może być to liczba (np. 0, 1, 2, 8), gest (dotknięcie własnej koszulki, mrugnięcie prawym okiem) lub wypowiedziane hasło (np. „ściana”).

## Nauka taktyki
Kolejność, w jakiej zespoły uczą się taktyki:
1. Nauka na pamięć teoretycznych rysunków taktyki z perspektywy wszystkich pozycji koszykarskich – powtarzanie poprzez rysowanie i opowiadanie ustne
2. Ćwiczenie taktyki w praktyce bez piłki i bez obrońców
3. Ćwiczenie taktyki w praktyce z podaniami i bez obrońców
4. Ćwiczenie taktyki w praktyce z bierną obroną
5. Ćwiczenie taktyki w praktyce z czynną obroną
6. Ćwiczenie taktyki w praktyce z czynną obroną w sposób wahadłowy
7. Ćwiczenie taktyki w praktyce podczas meczu

## Przykładowe ataki pozycyjne
Legenda: strzałki niebieskie – ruch zawodników bez piłek, strzałki zielone – kozłowanie, strzałki pomarańczowe – podania, strzałki przerywane – decyzje alternatywne/warianty akcji, kwadraty z liczbami – zawodnicy.

Uwaga! Numery graczy na rysunkach nie odpowiadają numerom pozycji koszykarskich!

### 5-0 bez centra ze ścięciami w schemacie cyklicznym (potocznie: „ósemka”)
Wszyscy zawodnicy ustawieni są na obwodzie. Zawodnik nr 1 podaje piłkę do wcześniej uwolnionego zawodnika nr 2. Po podaniu wykonuje zwód i wbiega pod kosz, cały czas patrząc się na zawodnika nr 2 z oczekiwaniem na podanie. Jeśli zawodnik 2 nie może podać, nr 1 przebiega pod koszem i zajmuje miejsce zawodnika nr 4. W tym samym czasie zawodnik nr 4 zajmuje miejsce nr 3, a nr 3 puste miejsce po nr 1. Gracz nr 2 podaje piłkę do nr 3, a on przerzuca ją do nr 4. Następuje ten sam schemat, lecz w drugą stronę – nr 3 wbiega pod kosz, a jeśli nie dostanie piłki, przebiega pod koszem i zajmuje miejsce nr 5. Jednocześnie nr 5 i nr 2 przesuwają się na górę. Atak można w ten sposób powtarzać nieskończoną liczbę razy.

### 2-1-2 nisko

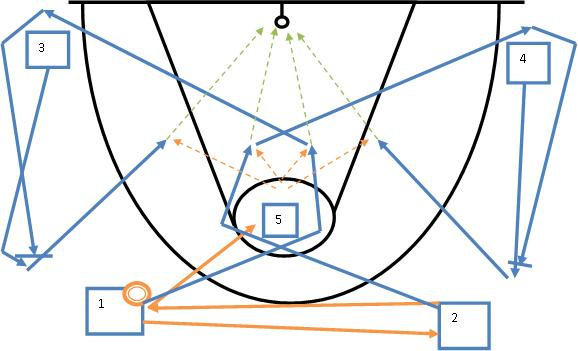
2-1-2 nisko

Taktyka może być skuteczna szczególnie przeciwko strefie, ale działa również przeciw obronie „każdy swego”. Zawodnik nr 5 to center – na nim będą zatrzymywać się zawodnicy drużyny przeciwnej. Zawodnik 1 podaje piłkę do 2. Następnie 2 oddaje piłkę do 1. Ważne jest, aby te 2 podania były wykonane przed linią 6,75, a nie przecinały jej. To szczególnie jest istotne przeciwko strefie – przy podaniach strefa przesuwa się i odsłania zawodnika nr 5. Zawodnik nr 1 podaje do nr 5. Po podaniu do 5, ten wysoki zawodnik obraca się twarzą w kierunku kosza i cały czas do końca tej akcji pozostaje w takiej pozycji. Da mu to 5 możliwości ruchu, które zostaną omówione.
Gracz nr 1 po podaniu do nr 5, wbiega pod kosz, obiegając 5, w taki sposób by zgubić obrońcę właśnie na nim. W tym samym czasie podobny manewr wykonuje zawodnik nr 2. Zgodnie z niepisaną zasadą pierwszeństwa w koszykówce, pierwsze przebiega osoba, która podała piłkę. Tak więc pierwsze biegnie 1, a tuż za nim 2. Zawodnik 5 może teraz podać do 1, lub 2 – w zależności kto jest nie obstawiany, a w wypadku gdy obaj są wolni – do tego do którego ma większe zaufanie. Jeśli jednak 5 nie podał do żadnego z nich, 1 i 2 biegną na przeciwległe strony boiska. Obiegają zawodników stojących na dole: 3 i 4. W tym czasie 3 i 4 wybiegają na górę. 1 i 2 wykonują im zasłonę dopiero na górze boiska. Po trafieniu zasłoną 3 i 4 wbiegają pod kosz. Jeśli zgubili obrońców, to 5 może podać do 3, albo 4. Jeśli zawodnik nr 5 nie podał to może sam rzucić do kosza. Samemu może rzucić na kosz w dowolnym momencie akcji, jeśli tylko przestanie być kryty, lub poczuje że jest w danym momencie w tej pozycji trafić. Podsumowując, nr 5 (center) ma możliwości 5 manewrów: podanie do 1, 2, 3, 4, lub samodzielny rzut z wyskoku na kosz. 

Jeśli obrońcy rozpoznają stosowaną taktykę, mogą bardzo łatwo ją unicestwić poprzez odcięcie zawodnika nr 5. Zagrywka staje się wtedy niewykonalna i bezużyteczna.

### 2-1-2 wysoko

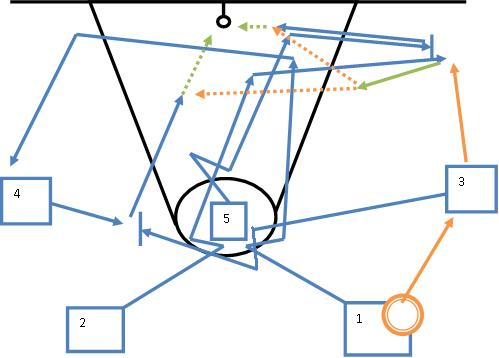
2-1-2 wysoko

Zawodnik nr 5 to center. Zawodnik nr 1 podaje piłkę do 3. Po podaniu piłki uwalnia się i ścinając, wbiega pod kosz, celem otrzymania piłki od gracza nr 3. Jeżeli może otrzymać piłkę, rzuca do kosza, a jeżeli nie – biegnie na miejsce zawodnika 4, tak jak na rysunku. Gdy piłki nie otrzymuje 1, wbiega zawodnik 2, naprowadzając obrońcę na zawodnika środkowego, celem zgubienia go i ścinając chce otrzymać piłkę od 3. Gdy piłki nie otrzymuje, biegnie do rogu, tak jak na rysunku, a równocześnie nr 4 zajmuje miejsce na środku, jak najbliżej zawodnika 3. Kiedy 3 nie mógł podać piłki do wbiegającego 2, to teraz kiedy zawodnik 2 jest w rogu boiska, podaje mu piłkę. Zawodnik 5 widząc że piłka została podana do rogu, rozpoczyna ruch w kierunku kosza, celem otrzymania piłki. Kiedy piłki nie otrzymuje, wykonuje zasłonę do piłki zawodnikowi 2. Zawodnik 2 wykorzystując zasłonę, wychodzi kozłem do góry i może zagrać z 5, który w tym czasie roluje się pod kosz. Równocześnie zawodnik 3 robi zasłonę od piłki dla zawodnika 4. Zawodnik nr 4 wychodzi zza zasłony, biegnie w kierunku kosza i powinien otrzymać piłkę od zawodnika z numerem 2.

### Pick'n'roll4-1

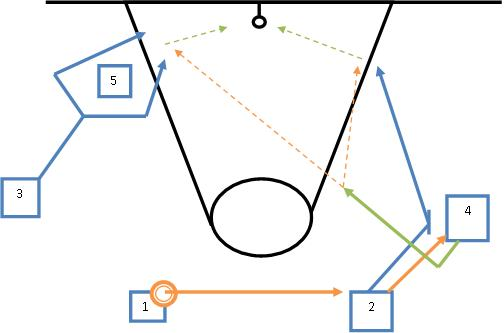
Pick'n'roll w schemacie 4-1

Zawodnik nr 1 podaje do nr 2. Nr 2 podaje do zawodnika nr 4 i po podaniu nr 2 wykonuje zasłonę do piłki i rozgrywa „pick'n'roll” z zawodnikiem nr 4. Nr 4 może podać do nr 2, lub do wybiegającego po zasłonie zawodnika nr 3.

### Uniwersalny schemat 1-3-1 (przeciwko strefie)
Center może zająć pozycję zawodnika nr 3 lub nr 5. Schemat można powtarzań nieskończoną liczbę razy i działa uniwersalnie na wszystkie rodzaje obrony strefowej (oprócz Zona Press). Zawodnik 1, który ma piłkę, podaje do 2. Podanie zawsze biegnie do tej osoby, która się znajduje na pasie działań przeciwnym do pasa, w którym jest zawodnik 5. Na rysunku jest on po prawej stronie, więc podanie idzie na lewo. W trakcie podania zawodnik 5 przebiega jak najszybciej na drugie skrzydło. Zawodnik nr 2 podaje do 5. Po podaniu ścina pod kosz, przebiega i zajmuje miejsce zawodnika nr 4. Następnie zawodnik 3 ścina i zajmuje miejsce na skrzydle. Zawodnik 4 przesuwa się na miejsce 1, a 1 na miejsce 2. W trakcie tych manewrów zawodnik 5 może podać do zawodnika 2, lub 3, albo sam rzucić, lub oddać piłkę do zawodnika 1. Jeżeli nie udało się podać do zawodników wbiegających pod kosz, ani rzucić samemu, 5 oddaje piłkę do zawodnika nr 1. Zawodnik 5 po podaniu do 1 wbiega na linię rzutów wolnych i może otrzymać podanie od 1, 4, lub 2  i wykonać rzut, bądź wejść na kosz. Piłka szybko przechodzi od zawodnika 1 do 4, do 2, do 3. Zawodnik 2 po podaniu do 3 ścina pod kosz. W tym miejscu schemat zaczyna się od nowa w drugą stronę.